# Praecereus saxicola
Praecereus saxicola är en kaktusväxtart som först beskrevs av Thomas Morong, och fick sitt nu gällande namn av Nigel Paul Taylor. Praecereus saxicola ingår i släktet Praecereus och familjen kaktusväxter. Inga underarter finns listade i Catalogue of Life.

## Bildgalleri

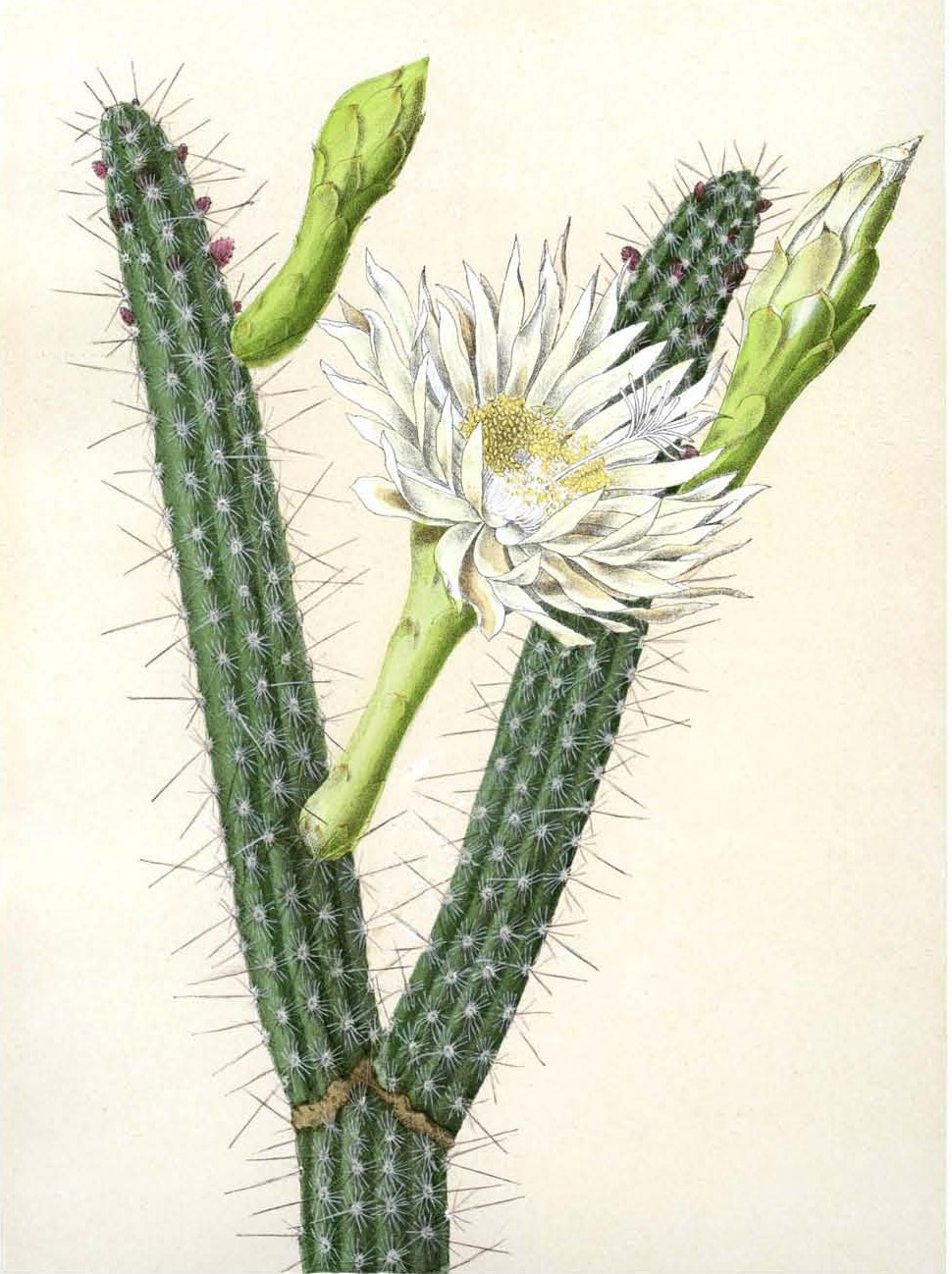
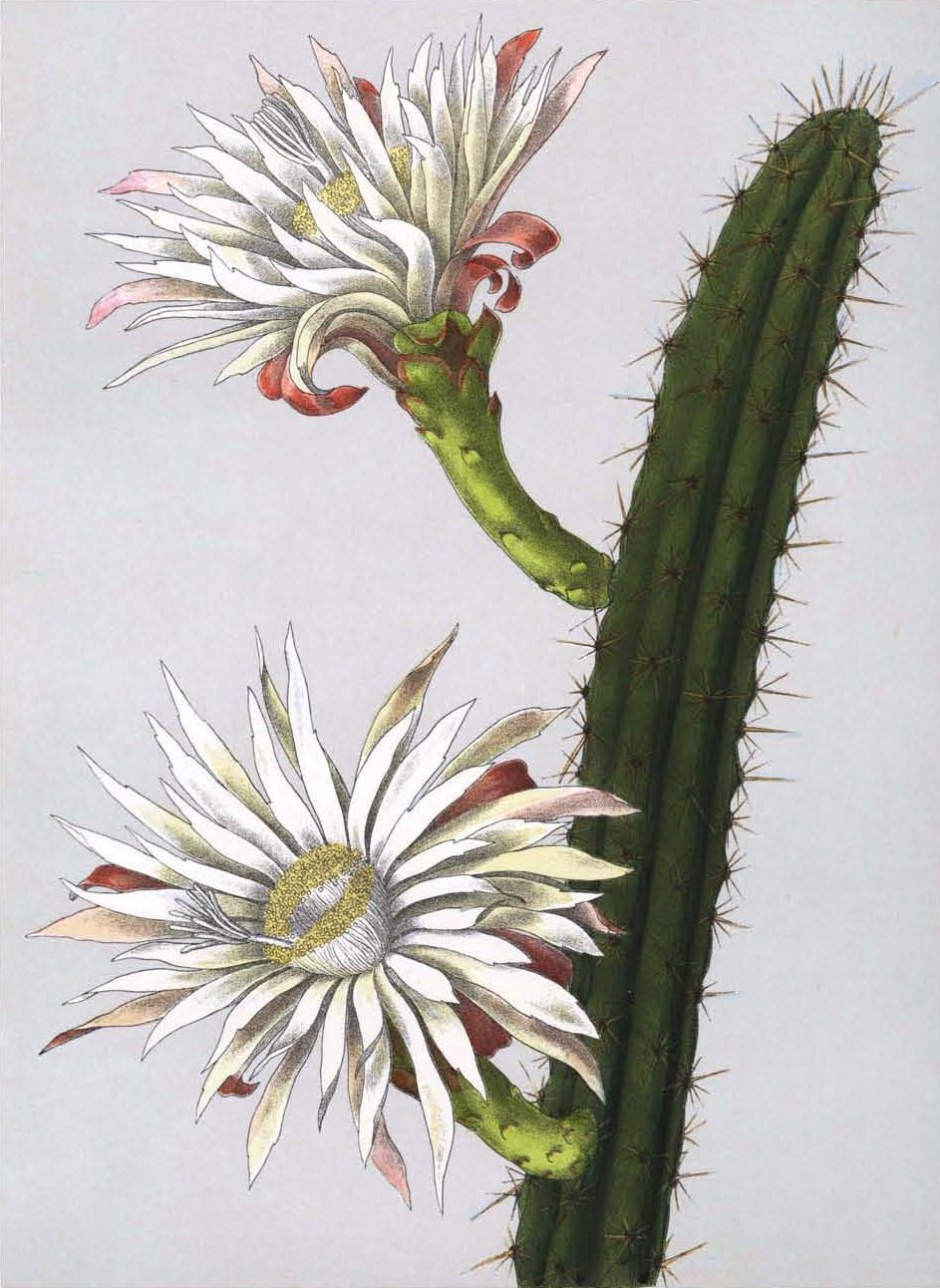
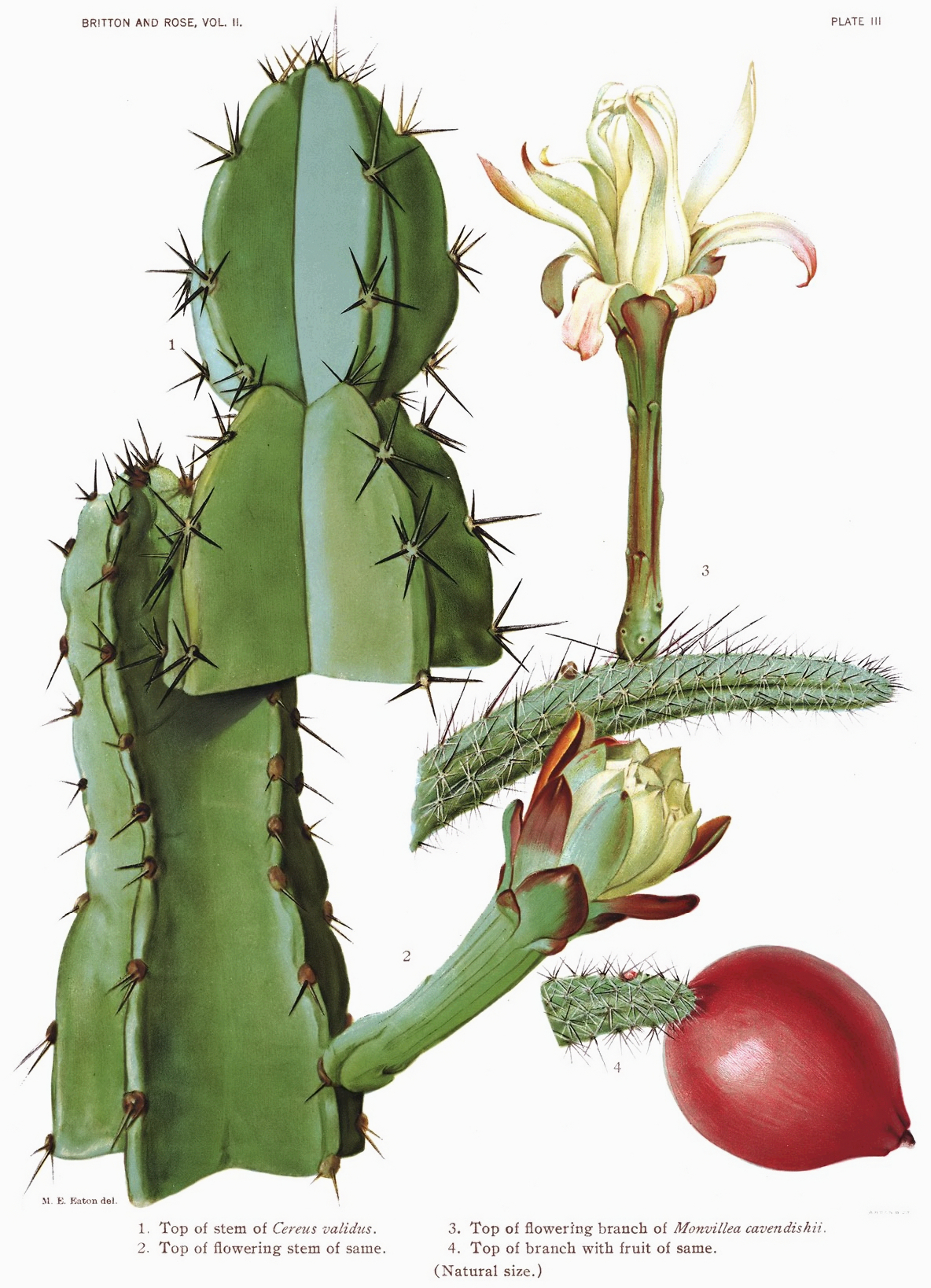